# Podbór (Dębicz)
Podbór – część wsi Dębicz w Polsce, położona w województwie wielkopolskim, w powiecie konińskim, w gminie Kramsk. Należy do sołectwa Dębicz.
W latach 1975–1998 Podbór administracyjnie należał do województwa konińskiego.